# Gibbsův jev

Aproximace obdélníkového průběhu pomocí 5 harmonických

Aproximace obdélníkového průběhu pomocí 25 harmonických

Aproximace obdélníkového průběhu pomocí 125 harmonických

Gibbsův jev je problém, který se objevuje při zpracování signálu a v dalších odvětvích techniky, fyziky a matematiky: při aproximaci periodické funkce Fourierovou řadou se v místě skokové diskontinuity aproximované funkce objeví překmit, jehož velikost se při zvětšování počtu členů Fourierovy řady nezmenšuje. Jev pozorovaný experimentálními fyziky, kteří se domnívali, že je způsoben nedokonalostí měřicích přístrojů, vysvětlil v roce 1848 Henry Wilbraham  a v roce 1899 znovuobjevil Willard Gibbs.
Projevem Gibbsova jevu při zpracování signálu jsou prstencové artefakty (anglicky ringing artifacts).

## Popis
Gibbsův jev se dotýká jak faktu, že Fourierův součet vykazuje překmit v místě skokové diskontinuity aproximované funkce, tak faktu, že tento překmit přidáváním dalších členů nezmizí.
Obrázky vpravo ukazují Gibbsův jev pro obdélníkový průběh (s amplitudou {\displaystyle \pi /4}), jehož Fourierův rozvoj je
{\displaystyle \sin(x)+{\frac {1}{3}}\sin(3x)+{\frac {1}{5}}\sin(5x)+\dotsb .}
Přesněji je to funkce f, která se rovná {\displaystyle \pi /4} mezi {\displaystyle 2n\pi } a {\displaystyle (2n+1)\pi } a {\displaystyle -\pi /4} mezi {\displaystyle (2n+1)\pi } a {\displaystyle (2n+2)\pi } pro každé celé číslo n; tento obdélníkový průběh má skokové diskontinuity velikosti {\displaystyle \pi /2} v celočíselných násobcích {\displaystyle \pi }.
Je patrné, že s rostoucím počtem členů se chyba aproximace snižuje co do šířky a energie, ale konverguje k pevné výšce. Výpočet pro obdélníkový průběh (viz Zygmund, kap. 8.5, nebo výpočty na konci tohoto článku) dává explicitní vzorec pro limitu velikosti chyby. Ukazuje se, že Fourierova řada převyšuje výšku {\displaystyle \pi /4} obdélníkového průběhu o
{\displaystyle {\frac {1}{2}}\int _{0}^{\pi }{\frac {\sin t}{t}}\,dt-{\frac {\pi }{4}}={\frac {\pi }{2}}\cdot (0.089489872236\dots )}()
tj. přibližně 9 % velikosti skoku. Obecněji, pro jakýkoli skok velikosti a funkce po částech spojitě derivovatelné, bude n-tý částečný součet Fourierovy řady (pro velmi velké n) vykazovat překmit velikosti přibližně {\displaystyle a\cdot (0.089489872236\dots )} na jedná straně a podkmit o stejnou hodnotu na opačná straně; to znamená, že „skok“ částečného součtu Fourierovy řady bude o 18% větší než skok původní funkce. V místě samotné diskontinuity bude částečný součet Fourierovy řady konvergovat k průměru hodnot funkce na obou stranách skoku (bez ohledu na to, jaká je skutečná hodnota původní funkce v tomto bodě). Hodnota
{\displaystyle \int _{0}^{\pi }{\frac {\sin t}{t}}\ dt=(1.851937051982\dots )={\frac {\pi }{2}}+\pi \cdot (0.089489872236\dots )}()
se někdy nazývá Wilbrahamova–Gibbsova konstanta.

### Historie
Gibbsův jev zpozoroval a ve svém článku z roku 1848 analyzoval Henry Wilbraham. Článek vzbudil jen malou pozornost až do roku 1914, kdy jej zmínil Heinrich Burkhardt v přehledu matematické analýzy v Klein's encyclopedia. V roce 1898 Albert Abraham Michelson vyvinul zařízení, které počítalo a resyntetizovalo Fourierovy řady. Rozšířený mýtus říká, že když se Fourierovy koeficienty pro obdélníkový průběh zadaly do stroje, v grafu se objevilo kmitání v místech skoků, a protože se jednalo o fyzické zařízení, byl Michelson přesvědčen, že překmit je způsoben chybou stroje. Ve skutečnosti nebyly grafy vytvořené strojem tak dobré, aby se na nich Gibbsův jev jasně projevil, a Michelson si jej pravděpodobně nevšiml, protože se o něm nezmínil ve svém článku o svém stroji ani ve svých pozdějších dopisech časopisu Nature. J. Willard Gibbs inspirovaný korespondencí v časopisu Nature mezi Michelsonem a Lovem o konvergenci Fourierových řad funkcí s obdélníkovým průběhem publikoval v roce 1898 krátkou poznámku, ve které se zabýval tím, co dnes nazýváme pilovitý průběh a ukázal důležité rozdíly mezi limitou grafů částečných součtů Fourierovy řady a grafem funkce, která je limitou těchto částečných součtů. Z jeho prvního dopisu je patrné, že si Gibbsova jevu nevšiml, a že limita, kterou popsal pro grafy částečných součtů, byla nepřesná. Ale v roce 1899 publikoval opravu, ve které popsal překmit v bodě diskontinuity (Nature: 27. dubna 1899, strana 606). V roce 1906 Maxime Bôcher podal podrobnou matematickou analýzu tohoto jevu, v němž použil název „Gibbsův jev“, který se tím dostal do širšího používání. Gibbsův jev je diskutován na stranách 123–132; Gibbsova role je zmíněna na straně 129.
Po publikaci článku Henryho Wilbrahama se Gibbsův jev stal šířeji známým, a v roce 1925 Horatio Scott Carslaw poznamenal: „Můžeme stále nazývat tuto vlastnost Fourierových řad (a určitých jiných řad) Gibbsův jev; ale nemůžeme tvrdit, že Gibbs byl tím, kdo tuto vlastnost objevil.“

### Vysvětlení
Neformálně odráží Gibbsův jev potíže vyplývající z podstaty aproximace nespojité funkce konečnou řadou spojitých funkcí sinus a kosinus. Přitom důraz na slovo konečná je důležitý, protože i když každý částečný součet Fourierovy řady vykazuje překmit vůči aproximující funkci, limita částečných součtů tento překmit nemá. Hodnota x, ve které se objevuje maximální překmit, se s rostoucím počtem členů posunuje stále blíže k diskontinuitě, takže jakmile překmit přejde přes určitou hodnotu x, ke konvergenci pro tuto hodnotu x dochází.
Mezi tvrzeními, že překmit konverguje k nenulové hodnotě, a že limita částečných součtů nemá žádný překmit, protože se umístění tohoto překmitu se stále posouvá, není žádný rozpor. Ve druhém pohledu jde o bodovou konvergenci, nikoli o stejnoměrnou konvergenci. Pro funkci, která je po částech C1, Fourierova řada konverguje k funkci v každém bodě, kromě bodu skokové diskontinuity. Přímo v bodě skokové diskontinuity limita konverguje k průměrné hodnotě funkce na obou stranách skoku. To je důsledek Dirichletovy věty.
Gibbsův jev je také blízce příbuzný principu, podle kterého je pokles Fourierových koeficientů funkce v nekonečnu ovlivněný hladkostí této funkce; velmi hladké funkce budou mít velmi rychle zanikající Fourierova koeficienty (což vede k velmi rychlé konvergenci Fourierovy řady), zatímco nespojité funkce budou mít velmi pomalu zanikající Fourierova koeficienty (způsobující, že Fourierova řada bude konvergovat velmi pomalu). V případě nespojité obdélníkový vlny popsané výše Fourierovy koeficienty 1, −1/3, 1/5, ... klesají stejně pomalu jako harmonická řada, která není absolutně konvergentní; skutečně se ukazuje, že výše uvedená Fourierova řada konverguje pouze podmíněně pro téměř každou hodnotu x. To poskytuje částečné vysvětlení Gibbsova jevu, protože Fourierova řada s absolutně konvergentními Fourierovými koeficienty by podle Weierstrassova kritéria stejnoměrné konvergence byla stejnoměrně konvergentní a nemohla by tedy vykazovat výše uvedené oscilační chování. Naopak není možné, aby nespojitá funkce měla absolutně konvergentní Fourierovy koeficienty, protože pak by tato funkce byla stejnoměrnou limitou spojité funkce a proto by musela být spojitá, což je kontradikce. Viz více o absolutní konvergenci Fourierovy řady.

### Řešení
V praxi lze potíže způsobené Gibbsovým jevem omezit použitím hladší metody sumace Fourierových řad, jako je Fejérova sumace nebo Rieszova sumace nebo pomocí sigma aproximace. Při použití spojité vlnkové transformace vlnkový Gibbsův jev nikdy nepřevyšuje Fourierův Gibbsův jev. Při použití diskrétní vlnkové transformace s Haarovou bázovou funkcí se v případě spojitých dat v místě skokové diskontinuity Gibbsův jev vůbec neobjeví, a v diskrétním případě s velkým počtem změna body je minimální. Ve vlnkové analýze se tento jev obvykle nazývá Longoův jev. Pro polynomiální interpolaci lze Gibbsův jev zmírnit pomocí S-Gibbsova algoritmu. Implementace tohoto postupu v jazyce Python jsou na GitHubu.

## Formální matematický popis jevu
Nechť {\displaystyle f:{\mathbb {R} }\to {\mathbb {R} }} je po částech spojitě derivovatelná funkce, která je periodická s nějakou periodou {\displaystyle L>0}. Předpokládejme, že v nějakém bodě {\displaystyle x_{0}} se levá limita {\displaystyle f(x_{0}^{-})} a pravá limita {\displaystyle f(x_{0}^{+})} funkce {\displaystyle f} liší o nenulovou hodnotu {\displaystyle a}:
{\displaystyle f(x_{0}^{+})-f(x_{0}^{-})=a\neq 0.}
Pro každé kladné celé číslo N ≥ 1 nechť SN f je N-tý částečný součet Fourierovy řady
{\displaystyle S_{N}f(x):=\sum _{-N\leq n\leq N}{\widehat {f}}(n)e^{\frac {2i\pi nx}{L}}={\frac {1}{2}}a_{0}+\sum _{n=1}^{N}\left(a_{n}\cos \left({\frac {2\pi nx}{L}}\right)+b_{n}\sin \left({\frac {2\pi nx}{L}}\right)\right),}
kde Fourierova koeficienty {\displaystyle {\widehat {f}}(n),a_{n},b_{n}} jsou dané obvyklými vzorci
{\displaystyle {\widehat {f}}(n):={\frac {1}{L}}\int _{0}^{L}f(x)e^{-2i\pi nx/L}\,dx}
{\displaystyle a_{n}:={\frac {2}{L}}\int _{0}^{L}f(x)\cos \left({\frac {2\pi nx}{L}}\right)\,dx}
{\displaystyle b_{n}:={\frac {2}{L}}\int _{0}^{L}f(x)\sin \left({\frac {2\pi nx}{L}}\right)\,dx.}
Pak máme
{\displaystyle \lim _{N\to \infty }S_{N}f\left(x_{0}+{\frac {L}{2N}}\right)=f(x_{0}^{+})+a\cdot (0.089489872236\dots )}
a
{\displaystyle \lim _{N\to \infty }S_{N}f\left(x_{0}-{\frac {L}{2N}}\right)=f(x_{0}^{-})-a\cdot (0.089489872236\dots )}
ale
{\displaystyle \lim _{N\to \infty }S_{N}f(x_{0})={\frac {f(x_{0}^{-})+f(x_{0}^{+})}{2}}.}
Obecněji, jestliže {\displaystyle x_{N}} je libovolná posloupnost reálných čísel, která konverguje k {\displaystyle x_{0}} pro {\displaystyle N\to \infty }, a jestliže velikost skoku a je kladná, pak
{\displaystyle \limsup _{N\to \infty }S_{N}f(x_{N})\leq f(x_{0}^{+})+a\cdot (0.089489872236\dots )}
a
{\displaystyle \liminf _{N\to \infty }S_{N}f(x_{N})\geq f(x_{0}^{-})-a\cdot (0.089489872236\dots ).}
Pokud je velikost skoku a záporná, musíme zaměnit limes superior s limes inferior a zaměnit symboly ≤ a ≥ ve výše uvedených nerovnostech.

## Vysvětlení pro zpracování signálu

Funkce sinc je impulsní odezva ideální dolní propusti. Škálování funkci zužuje a odpovídajícím způsobem zvyšuje velikost (který zde není uveden), ale neomezuje velikost podkmitu, který je integrálem chvostu (zbytku řady).

Z perspektivy zpracování signálu je Gibbsův jev skokovou odezvou dolní propusti a oscilacím se říká překmit nebo prstencové artefakty. Ořezání Fourierovy transformace signálu na reálné ose nebo Fourierovy řady periodického signálu (nebo ekvivalentně signálu na kružnice) odpovídá odfiltrování vyšších frekvencí ideálním dolnopropustným filtrem (horní zádrž). To lze reprezentovat konvolucí původního signál s impulsní odezvou filtru (nazývané také jádro) reprezentovanou je funkce sinc funkcí sinc. Gibbsův jev lze tedy chápat jako výsledek konvoluce Heavisideova funkce (pokud nepožadujeme periodičnost) nebo obdélníkového průběhu (pro periodický průběh) s funkcí sinc: oscilace funkce sinc způsobuje zvlnění na výstupu.

Sinusintegrál vykazuje Gibbsův jev pro krok funkce na reálné ose.

Při konvoluci s Heavisideovou funkcí je výsledná funkce právě integrálem funkce sinc, sinusintegrál; pro obdélníkový průběh není popis takový, jak je jednoduše uvedeno. Pro krokovou funkci je tedy velikost podkmitu přesně integrálem levého chvostu, když integrujeme k první záporné nule: pro normalizovaný sinc jednotkové vzorkovací periody, to je {\displaystyle \int _{-\infty }^{-1}{\frac {\sin(\pi x)}{\pi x}}\,dx.} Podle toho má překmit stejnou velikost: integrál pravého chvostu nebo (což má stejnou velikost), rozdíl mezi integrálem od minus nekonečna k první kladné nule, zmenšený o 1 (hodnota bez překmitu).
Překmit a podkmit lze chápat takto: jádra jsou obecně normalizovaná, aby měla integrál 1, takže vedou k zobrazení konstantní funkce na konstantní funkci – jinak mají zisk. Hodnota konvoluce v bodě je lineární kombinací vstupní signál, s koeficienty (váhy) hodnoty jádra.
Pokud je jádro nezáporné, například pro gaussovské jádro, pak hodnota filtrovaného signálu bude konvexní kombinací vstupních hodnot (koeficienty (jádro) integrate až 1 a jsou nezáporný) a bude tedy někde mezi minimálním a maximálním vstupním signálem – to nebudou podkmit nebo překmit. Pokud, na druhou stranu, jádro předpokládá záporné hodnoty, jako například funkce sinc, pak hodnota filtrovaného signálu bude místo toho affinní kombinací vstupních hodnot a může padnout mimo rozsah od minimálního po maximální vstupní signál, což způsobí v podkmit a překmit, kvůli Gibbsovu jevu.
Použití delšího rozvoje a ořezání vyšších frekvencí odpovídá ve frekvenční doméně rozšíření pásma ideální dolní propusti, což v časové doméně odpovídá zúžení funkce sinc a zvýšení jeho výšky o stejný faktor, ponechává integrály mezi odpovídajícím body nezměněné. To je obecná vlastnost Fourierovy transformace: rozšíření v jedné doméně odpovídá zúžení a rostoucí výška v druhé. To vede k oscilaci v sinc je užší a vyšší a, ve filtrované funkce (po konvoluce), dává oscilace, které jsou užší a tedy mají menší plochu, ale neomezuje velikost: oříznutí pro jakoukoli konečnou frekvenci vede k funkci sinc, ale úzké, se stejným integrálem chvostu. To vysvětluje přetrvávání překmitu a podkmitu.

Oscilace lze interpretovat jako konvoluci s funkcí sinc.
Použití více členů řady vede k užší ale vyšší funkci sinc, se stejnou velikostí integrálu chvostu, což dává vyšší frekvenci oscilací, ale jejich velikost se nesnižuje.

Vlastnosti Gibbsova jevu jsou interpretovány takto:
- podkmit je způsoben impulsní odezvou, která má záporný integrál chvostu, což je možné, protože funkce nabývá záporných hodnot;
- překmit vyrovnává podkmit díky symetrii (celkový integrál se při filtrování nemění);
- přetrvávání oscilací je způsobeno tím, že zvětšující se ořez zužuje impulsní odezvu, ale neomezuje její integrál – oscilace se tedy přesouvá směrem k diskontinuitě, ale její velikost se nesnižuje.

## Příklad obdélníkového průběhu

Animace aditivní syntézy obdélníkové vlny s rostoucím počtem harmonických. Gibbsův jev je dobře viditelný zvláště pro velký počet harmonických.

V případě obdélníkového průběhu s periodou L {\displaystyle 2\pi }, diskontinuita {\displaystyle x_{0}} je v bodě nula a skok má velikost {\displaystyle \pi /2}.
Pro jednoduchost budeme uvažovat pouze případ, kdy N je sudé (případ lichého N je velmi podobný). Pak
máme
{\displaystyle S_{N}f(x)=\sin(x)+{\frac {1}{3}}\sin(3x)+\cdots +{\frac {1}{N-1}}\sin((N-1)x).}
Substitucí {\displaystyle x=0} získáme
{\displaystyle S_{N}f(0)=0={\frac {-{\frac {\pi }{4}}+{\frac {\pi }{4}}}{2}}={\frac {f(0^{-})+f(0^{+})}{2}}}
jak je vyžadováno výše. Nyní vyjádříme
{\displaystyle S_{N}f\left({\frac {2\pi }{2N}}\right)=\sin \left({\frac {\pi }{N}}\right)+{\frac {1}{3}}\sin \left({\frac {3\pi }{N}}\right)+\cdots +{\frac {1}{N-1}}\sin \left({\frac {(N-1)\pi }{N}}\right).}
Pokud zavedeme normalizovanou funkci sinc, {\displaystyle \operatorname {sinc} (x)\,}, můžeme tento vztah přepsat jako
{\displaystyle S_{N}f\left({\frac {2\pi }{2N}}\right)={\frac {\pi }{2}}\left[{\frac {2}{N}}\operatorname {sinc} \left({\frac {1}{N}}\right)+{\frac {2}{N}}\operatorname {sinc} \left({\frac {3}{N}}\right)+\cdots +{\frac {2}{N}}\operatorname {sinc} \left({\frac {(N-1)}{N}}\right)\right].}
Ale výraz v hranatých závorkách je aproximace integrálu {\displaystyle \int _{0}^{1}\operatorname {sinc} (x)\ dx} Riemannovou sumou (přesněji jde o aproximaci středovým pravidlem s krokem {\displaystyle 2/N}). Protože funkce sinc je spojitá, tato aproximace konverguje ke skutečnému integrálu
pro {\displaystyle N\to \infty }. Tedy máme
{\displaystyle {\begin{aligned}\lim _{N\to \infty }S_{N}f\left({\frac {2\pi }{2N}}\right)&={\frac {\pi }{2}}\int _{0}^{1}\operatorname {sinc} (x)\,dx\\[8pt]&={\frac {1}{2}}\int _{x=0}^{1}{\frac {\sin(\pi x)}{\pi x}}\,d(\pi x)\\[8pt]&={\frac {1}{2}}\int _{0}^{\pi }{\frac {\sin(t)}{t}}\ dt\quad =\quad {\frac {\pi }{4}}+{\frac {\pi }{2}}\cdot (0.089489872236\dots ),\end{aligned}}}
což bylo vyžadované v předchozí části. Podobný výpočet ukazuje
{\displaystyle \lim _{N\to \infty }S_{N}f\left(-{\frac {2\pi }{2N}}\right)=-{\frac {\pi }{2}}\int _{0}^{1}\operatorname {sinc} (x)\ dx=-{\frac {\pi }{4}}-{\frac {\pi }{2}}\cdot (0.089489872236\dots ).}

## Důsledky
Při zpracování signálu je Gibbsův jev nežádoucí, protože způsobuje nežádoucí efekty, jmenovitě ořezání z překmitu a podkmitu a prstencové artefakty z oscilace. U dolní propusti lze tyto jevy redukovat nebo eliminovat pomocí různých dolnopropustných filtrů.
V obrazech získaných magnetickou rezonancí způsobuje Gibbsův jev prstencové artefakty poblíž rozhraní oblastí, které se významně liší intenzitou signálu. To je velkým problémem u zobrazování míchy, kde se vlivem Gibbsova jevu mohou objevovat útvary podobající se syringomyelii.
Gibbsův jev se projevuje jako křížový vzorek při diskrétní Fourierově transformaci obrazu, kde většina obrázků (např. mikrofotografií nebo fotografií) má ostrý přechod mezi horní a spodní nebo levou a pravou částí obrázku. Pokud jsou ve Fourierově transformaci vynuceny periodické okrajové podmínky, tato skoková diskontinuita je reprezentována kontinuem frekvencí podle os v prostoru převrácených hodnot (tj. křížový vzorek intenzity ve Fourierově transformaci).